# Diganlé
«Diganlé» es una canción compuesta por el músico argentino Luis Alberto Spinetta e interpretada por la banda Spinetta Jade, que se encuentra en el álbum Madre en años luz de 1984, cuarto y último álbum de la banda y 18º en el que tiene participación decisiva Luis Alberto Spinetta.
En este álbum Spinetta Jade estaba integrada por César Franov (bajo), Juan Carlos "Mono" Fontana (Yamaha Grand - Yamaha DX7, Oberheim OBX-8, Moog The Source), Lito Epumer (guitarra) y Luis Alberto Spinetta: guitarra y voces. Héctor "Pomo" Lorenzo, integraba por entonces la banda, pero en el álbum solo participa del tema "Díganle".

## Contexto
El tema es el noveno y último track (cuarto del lado B) del último de los cuatro álbumes de la banda Spinetta Jade, Madre en años luz, con importantes cambios en su integración, respecto del álbum anterior, Bajo Belgrano (1983), fundamentalmente la salida de Sujatovich (teclados) y la entrada del Mono Fontana (teclados) y Lito Epumer (guitarra), especialmente Fontana que acompañará desde entonces a Spinetta muchos años e influirá sustancialmente en su sonido. El álbum se realiza también con una "máquina de ritmos" (Oberheim DMX), por primera vez en la carrera de Spinetta.
Madre en años luz fue un álbum bisagra, que cerró la etapa jazzera de Spinetta, para abrir una etapa de nuevos sonidos, calificados como más "ochentosos", más pop y más tecno.

## El tema
El tema es el más extenso del álbum (6 minutos, 33 segundos) es el único del álbum en el que Pomo PARTICIPA,TOCANDO SOLO LOS PLATILLOS, en tanto que el largo solo final de guitarra es realizado por Lito Epumer.
En este tema Spinetta (voz, caja de ritmos y guitarra) está acompañado por Cesar Franov (bajo), Juan Carlos "Mono" Fontana (teclados) y Lito Epumer (guitarra, solo de guitarra), y Héctor "Pomo" Lorenzo (batería).
El título "Diganlé" (con tilde en la é, como es común en el dialecto rioplatense) fue realizado con una finalidad irónica y provocativa por parte de Spinetta:

La gente a veces dice “fui” y otras dice “he ido”. Y muchas veces se utilizan ciertos giros más castizos para ironizar o hacerse el culto. Yo intenté ironizar, también, cuando le puse “Diganlé” a un tema que grabé con Jade. Fue así, con acento en la “e”, bien adrede.
Luis Alberto Spinetta

En las conversaciones registradas por Eduardo Berti en el libro Spinetta: crónica e iluminiciones, menciona el tema "Diganlé" y cuenta que se relaciona con el título del álbum, "Madre en años luz", cuando la letra se refiere a "la data de la madre final", explicando que "es la madre de todas las informaciones, semejante al big-bang".

...el desierto borrará todas las memorias
la data de la madre final
 se seguirá
imprimiendo en un banco de niebla...
Díganle (fragmento)